# Dynasty Tour

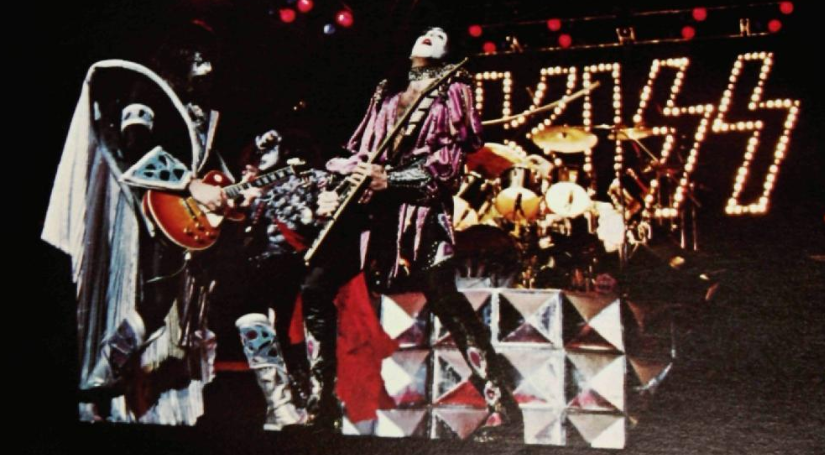
KISS uppträder under Dynasty Tour 1979.

Dynasty Tour var Kiss sjunde konsertturné och pågick från den 15 juni till den 16 december 1979. När bandet inte spelade "Let Me Go, Rock 'n' Roll" och "Christine Sixteen", bytte man ut de låtarna mot "Radioactive" och "Tossin' and Turnin'" på vissa konserter. Vid konserten i Shreveport den 8 december 1979 sade Paul Stanley åt trummisen Peter Criss att spela något långsammare, men Criss blev arg och spelade istället långsammare och långsammare tills han slutade spela. Criss slutade att spela för KISS under den här turnén. Hans sista konsert ägde rum i Toledo i Ohio den 16 december 1979.

## Spellista
1. King of the Night Time World
2. Let Me Go, Rock 'n' Roll
3. Move On
4. Calling Dr. Love
5. Firehouse
6. New York Groove
7. I Was Made For Lovin' You
8. Christine Sixteen
9. 2,000 Man
10. God of Thunder
11. Shout It Out Loud
12. Black Diamond
13. Detroit Rock City
14. Beth
15. Rock and Roll All Nite

## Medlemmar
- Gene Simmons – sång, elbas
- Paul Stanley – sång, kompgitarr
- Peter Criss – trummor, sång
- Ace Frehley – sologitarr, sång